# PSI-5 Trading Company
PSI-5 Trading Company är ett strategidatorspel från 1985 utvecklat av Accolade till hemdatorn Commodore 64, samt till några andra hemdatorer. Spelet gavs ut i Sverige 1986 under licens av American Action.

## Handling
En ny mineralfyndighet har påträffats i stjärnkvadraten Parvin Frontier. Snabbt fylls platsen av nybyggare; handelsmän, entreprenörer, äventyrare och alla andra som ser en chans att bli rika. Det finns bara ett problem, att Parvin Frontier ligger på galaxens ände. Frakterna dit blir svårare och svårare. Invånarna betalar vilka belopp som helst för att få verktyg, utrustning och mat. Såsom chef för den lilla firman PSI-5 Trading Company ska du, tillsammans med en besättning, försöka tjäna stora belopp.

## Spelet
Spelet kan endast spelas av en spelare. Målet är att transportera lastskepp genom rymden. Det finns 3 olika vägar, med olika belöningar, tillgängliga. Det är viktigt att välja vapen och sköldar. Dessutom behöver spelaren ge besättningen order när skador ska reparera, skador på vapen och sköldar, efter att skeppet varit inblandat i strid.

## Plattformar
Spelet släpptes till följande datorer:
- Commodore 64 (1985)
- Amstrad CPC (1985)
- Apple II/+ (1985)
- PC (DOS) med CGA-Grafik (1986)
- Sinclair ZX Spectrum (1986)